# Комоговина
Комоговина (хорв. Komogovina) — населений пункт у Хорватії, у Сисацько-Мославинській жупанії у складі громади Доні Кукурузари.

## Населення
Населення за даними перепису 2011 року становило 126 осіб.
Динаміка чисельності населення поселення:

## Клімат
Середня річна температура становить 10,70 °C, середня максимальна – 24,69 °C, а середня мінімальна – -5,73 °C. Середня річна кількість опадів – 1014 мм.
| Клімат поселення                              | Клімат поселення | Клімат поселення | Клімат поселення | Клімат поселення | Клімат поселення | Клімат поселення | Клімат поселення | Клімат поселення | Клімат поселення | Клімат поселення | Клімат поселення | Клімат поселення | Клімат поселення |
| Показник                                      | Січ.             | Лют.             | Бер.             | Квіт.            | Трав.            | Черв.            | Лип.             | Серп.            | Вер.             | Жовт.            | Лист.            | Груд.            |                  |
| Середній максимум, °C                         | 6,98             | 8,56             | 12,86            | 17,15            | 21,54            | 24,69            | 23,49            | 22,94            | 19,40            | 14,73            | 9,43             | 5,04             |                  |
| Середня температура, °C                       | 0,60             | 2,20             | 6,50             | 10,78            | 15,18            | 18,36            | 20,11            | 19,56            | 16,02            | 11,34            | 6,05             | 1,66             |                  |
| Середній мінімум, °C                          | −5,73            | −4,12            | 0,16             | 4,43             | 8,82             | 12,01            | 16,72            | 16,17            | 12,63            | 7,97             | 2,68             | −1,71            |                  |
| Норма опадів, мм                              | 63               | 61               | 71               | 84               | 89               | 98               | 90               | 91               | 92               | 93               | 101              | 81               |                  |
| Середньомісячна швидкість вітру, м/с          | 1.75             | 1.91             | 2.30             | 2.20             | 2.02             | 1.82             | 1.80             | 1.69             | 1.67             | 1.76             | 1.81             | 1.82             |                  |
| Середньомісячна сонячна радіація, кДж/м²·день | 4348             | 7126             | 10766            | 15211            | 19375            | 21514            | 22700            | 19684            | 14535            | 9169             | 4895             | 3589             |                  |
| --------------------------------------------- | ---------------- | ---------------- | ---------------- | ---------------- | ---------------- | ---------------- | ---------------- | ---------------- | ---------------- | ---------------- | ---------------- | ---------------- | ---------------- |
| Джерело:                                      |                  |                  |                  |                  |                  |                  |                  |                  |                  |                  |                  |                  |                  |